# Deportes en Afganistán
El deporte en Afganistán está gestionado por la Federación de Deportes de Afganistán. El críquet y el fútbol son los dos deportes más populares en Afganistán. El deporte tradicional y nacional de Afganistán es el Buzkashi. La Federación de Deportes afganos promueve el cricket, fútbol, baloncesto, voleibol, golf, balonmano, boxeo, taekwondo, levantamiento de pesas, culturismo, atletismo, patinaje, bolos, snooker, ajedrez y otros deportes en el país.
La victoria del Equipo Nacional de Cricket de Afganistán sobre el equivalente de Namibia en Krugersdorp les valió el estatus oficial de One Day International (es una forma de cricket de "overs" limitados, jugado entre dos equipos con estatus internacional) en abril de 2009. La Junta de Críquet de Afganistán es el representante de Afganistán en el Consejo Internacional de Críquet y fue miembro asociado del consejo de junio de 2013 a 2017. También es miembro del Asian Cricket Council. Afganistán se convirtió en miembro de pleno derecho del Consejo Internacional de Críquet el 22 de junio de 2017, lo que dio derecho al equipo nacional a participar en partidos de prueba oficiales.

## Críquet

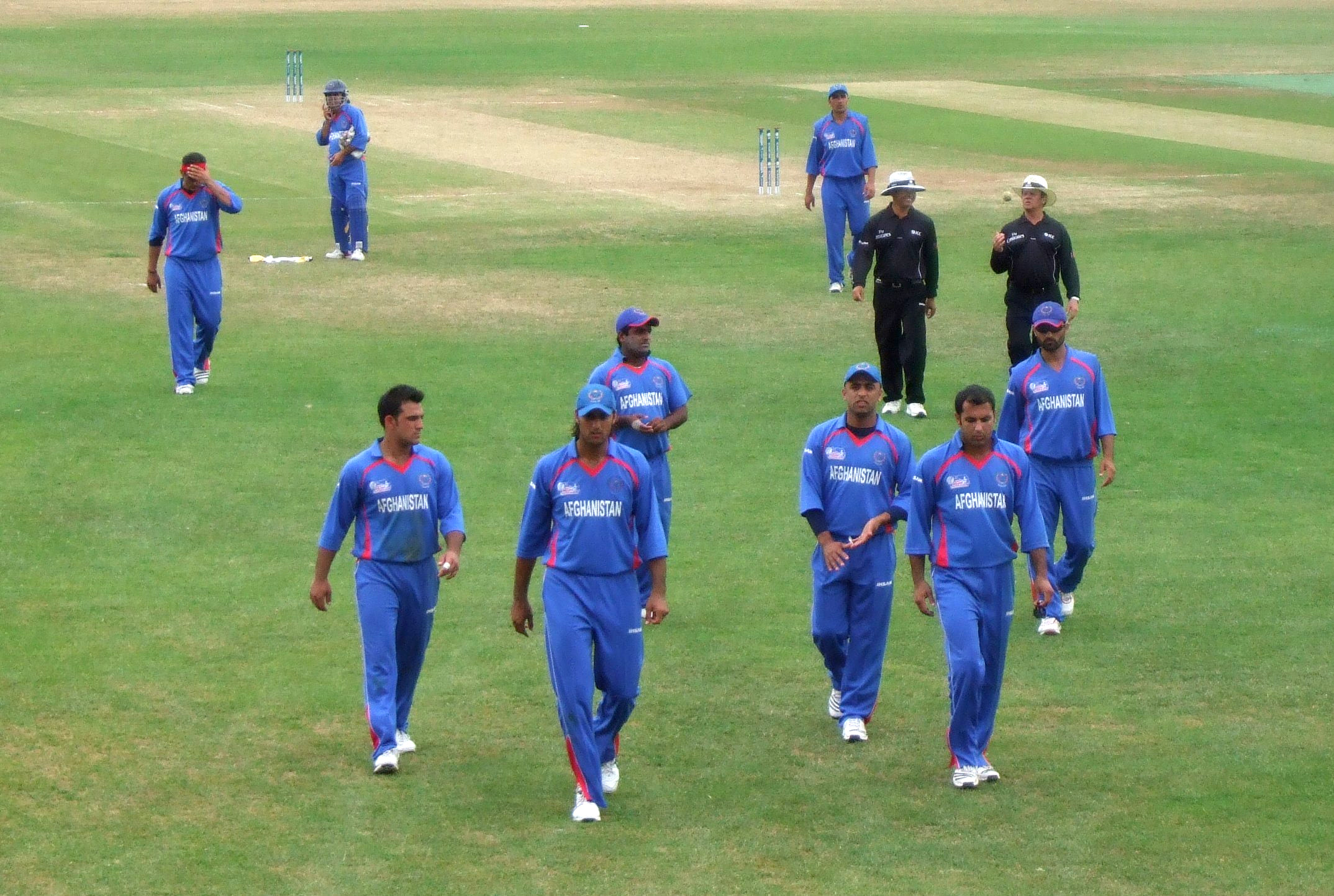
El equipo nacional de cricket de Afganistán en la Primera División de la Liga Mundial de Críquet de la ICC 2010 en Róterdam, Países Bajos.

El Críquet es el deporte más popular en Afganistán y es uno de los principales deportes en los que participan y observan los afganos por televisión. A nivel nacional, los partidos de cricket se juegan entre provincias, principalmente entre las provincias sur y este del país. Según los lugareños, el cricket ha ayudado a Afganistán a traer unidad.
El equipo nacional de críquet de Afganistán se formó en 2001 tras la caída del régimen talibane y fue creado principalmente por afganos que regresaban de Pakistán, encabezados por Taj Malik Alam, con algo de ayuda de la embajada británica. Desde que comenzó con un partido contra el ejército británico en 2002, ha pasado a celebrar partidos contra los principales equipos internacionales de cricket. Los afganos ascendieron rápidamente en la Liga Mundial de Críquet desde principios de 2008. Participó en el Clasificatorio para la Copa Mundial ICC 2009 y se clasificó por primera vez para el ICC World Twenty20 2010 en la División Uno de la Liga Mundial de Críquet ICC 2010. El equipo nacional de críquet femenino de Afganistán se formó en 2010. El equipo nacional de cricket de Afganistán ha competido en la Copa Mundial de Críquet Twenty20 desde su clasificación en 2010 y su debut para la Copa Mundial de Críquet desde 2015.
Afganistán Cricket Board es la Federación deportiva oficial del deporte de cricket en Afganistán. Su sede actual está en Kabul. La Junta de Críquet de Afganistán es la representante de Afganistán en el Consejo Internacional de Críquet y fue miembro asociado de ICC desde junio de 2013 a 2017. Ahora es uno de los miembros de pleno derecho de ICC desde 2017. También es miembro de la Consejo Asiático de Críquet.
La temporada de juego de Afganistán va de mayo a septiembre. Hay 320 clubes de cricket y 6 terrenos de césped en Afganistán. En febrero de 2017, el Consejo Internacional de Críquet otorgó el estatus de primera clase a la competencia nacional de cuatro días de Afganistán. También otorgaron el estatus de Lista A a su competencia nacional Twenty20 existente, ya que Afganistán no tenía un torneo nacional de más de 50. Sin embargo, en mayo de 2017, la CPI reconoció el Torneo Regional "One Day" de un Día Ghazi Amanullah Khan para mayores de 50 años otorgándole el estatus de Lista A.
A partir de la temporada 2017, Afganistán tiene una competencia de primera clase de cuatro días (Torneo de 4 días Ahmad Shah Abdali), una competencia Lista A para mayores de 50 años (Torneo regional de un día Ghazi Amanulá Khan) y una liga reconocida Twenty20 (Liga de críquet Shpageeza).
Hoy en día, el cricket es el deporte más popular en Afganistán, y el equipo de Afganistán ha progresado rápidamente en la arena internacional al ganar una serie de competiciones internacionales.
- Ganadores de la Copa ACC Twenty20 la mayor cantidad de veces (4) (2007, 2009, 2011 y 2013).
- Copa Mundial de Críquet Apariciones: (2) (2015, 2019)

## Fútbol

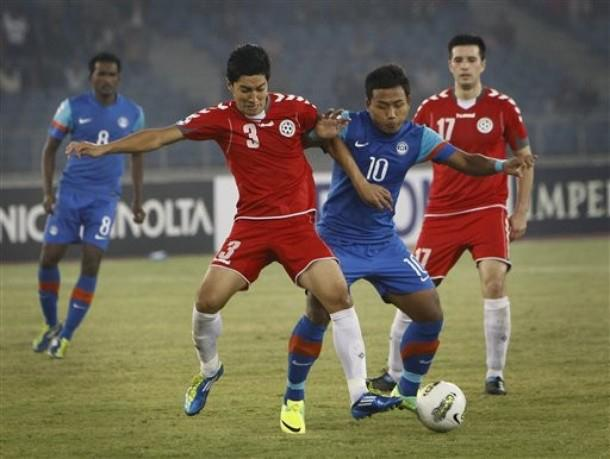
La Selección de fútbol de Afganistán (de rojo) jugando contra la Selección de fútbol de India (de azul) durante el Campeonato de la SAFF 2011, en la que tuvieron su primera victoria (sobre Nepal).

Como en muchos otros países del mundo, el fútbol era el deporte más popular que se jugaba y veía en Afganistán antes de que el cricket se hiciera cargo del primer puesto. La Selección de fútbol de Afganistán se formó en 1922 y se unió a la FIFA en 1948 y a la Confederación Asiática de Fútbol en 1954. Aunque no jugó en ningún partido internacional de 1984 a 2003 debido a conflictos internos, se esfuerza y espera llegar a la FIFA algún día. El estadio nacional, que fue construido durante el reinado del rey Amanulá Khan, se ha utilizado para partidos de fútbol entre equipos de diferentes provincias del país, así como de países vecinos. A nivel nacional, los partidos de fútbol se juegan entre provincias o regiones. Durante el Campeonato de la SAFF 2011, el equipo afgano marcó su primera victoria internacional sobre Nepal. La Selección femenina de fútbol de Afganistán se formó en 2007.
- Ganador del Premio Fair Play de la FIFA de 2013
- Campeones del Campeonato de la SAFF de 2013"
- Subcampeones de 2011 y 2015 Campeonato de la SAFF
- Subcampeón de los Juegos del Sur de Asia de 2010

## Buzkashi
Buzkashi es el deporte tradicional y nacional afgano y una "pasión" en el país, donde a menudo, se juega los viernes y en eventos especiales, los partidos atraen a miles de fanáticos. Whitney Azoy señala en su libro Buzkashi: Juego y poder en Afganistán que "los líderes son hombres que pueden tomar el control por medios libres y justos y luego luchar contra sus rivales. El ciclista de Buzkashi hace lo mismo". Tradicionalmente, los juegos podían durar varios días, pero en su versión de torneo más regulada, tiene un tiempo de partido limitado.

## Basketball

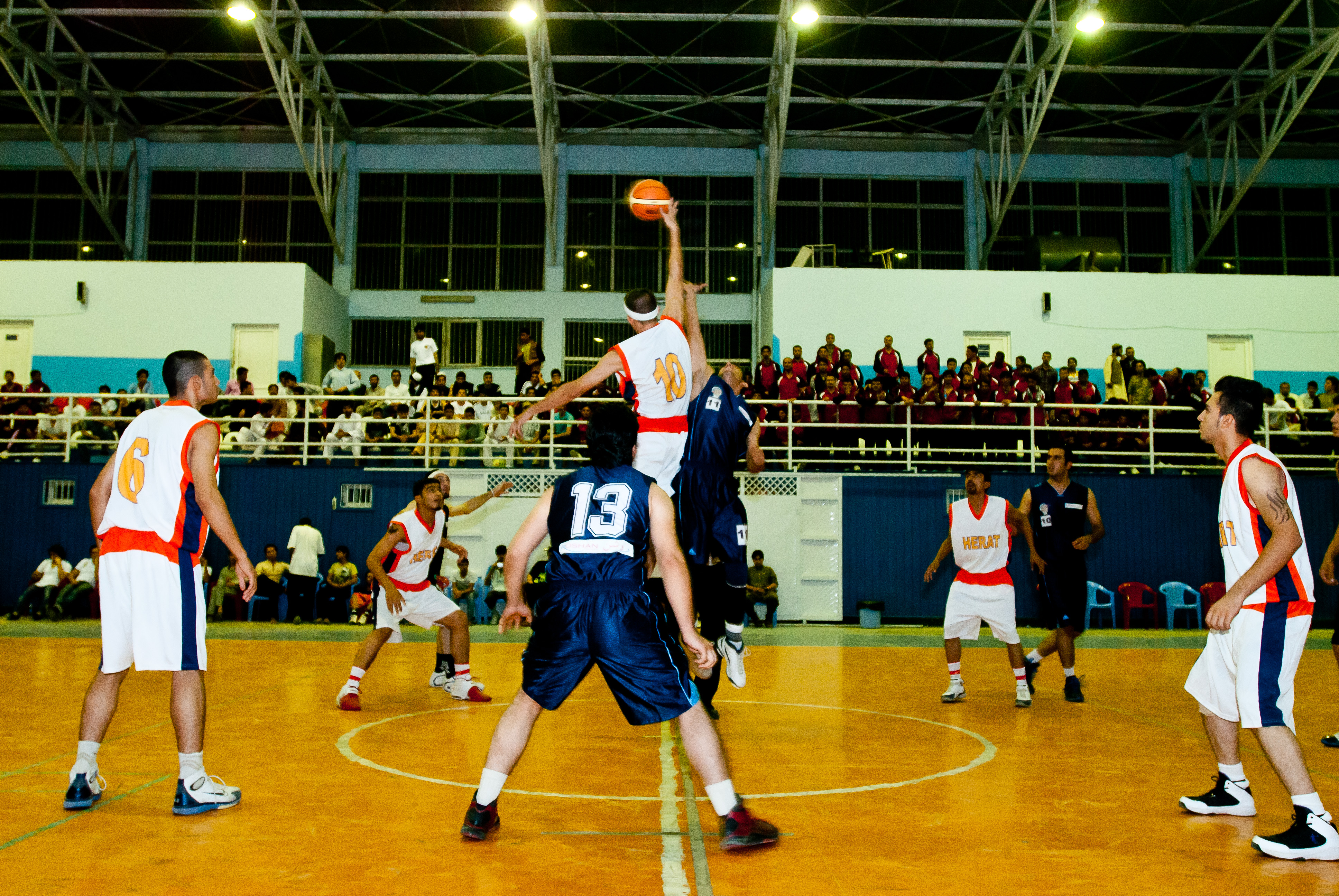
Juego de baloncesto local en Kabul entre equipos de las provincias de Herat y Badghis. El equipo nacional de baloncesto de Afganistán ganó una medalla de oro en los Juegos del Sur de Asia de 2010.

El baloncesto se jugó por primera vez en Afganistán en 1936. En 1966, el Comité Olímpico Nacional de Afganistán formó la Selección de baloncesto de Afganistán después de recibir desafíos de India y Pakistán. Tom Gouttierre, un estadounidense del Cuerpo de Paz y entrenador del equipo en Habibia High School, se convirtió en el primer entrenador. Lo juegan tanto hombres como mujeres afganos.
- Campeones: Juegos del Sur de Asia de 2010
- Campeones: Juegos Asiáticos de Playa de 2012

## Artes marciales mixtas
Los afganos se han interesado recientemente en las Artes marciales mixtas. Hay varios gimnasios en Afganistán que promueven el deporte y tienen luchadores. Siyar Bahadurzada son artistas marciales mixtos que compiten en el Ultimate Fighting Championship. Son bien conocidos por sostener y llevar la bandera afgana a su alrededor antes y después de sus peleas profesionales.

## Taekwondo

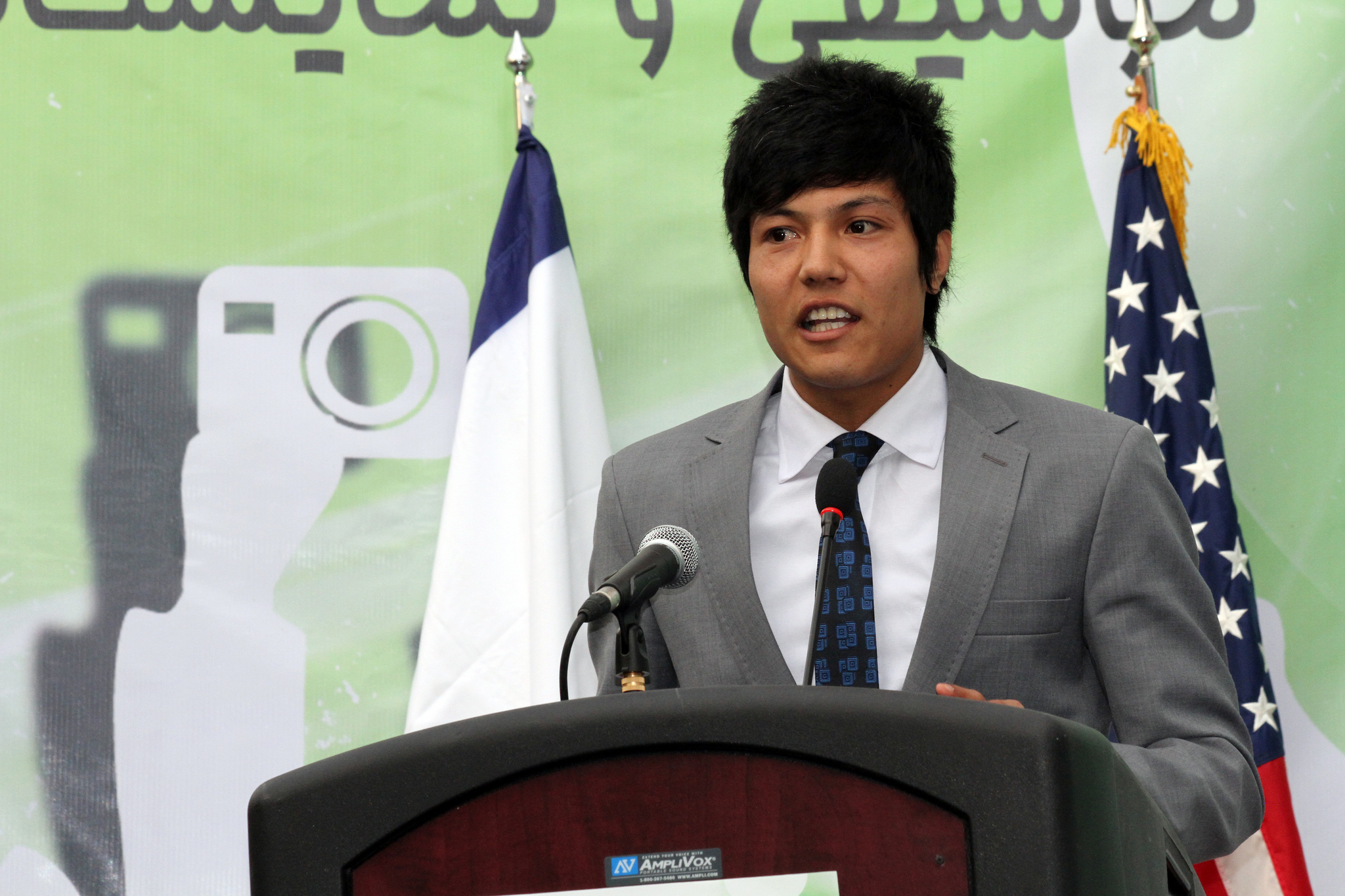
Rohullah Nikpai, dos veces medallista de bronce olímpico en 58 kg y 68 kg Taekwondo.

Rohullah Nikpai fue el primer representante afgano de su nación en ganar una medalla para Afganistán en los Juegos Olímpicos. Ganó el bronce en los Juegos Olímpicos de 2008 y 2012, las únicas dos ocasiones en que Afganistán ha recibido medallas. Este deporte ha prosperado recientemente en Afganistán gracias a su influencia.
Resumen de medallas de Nikpai en los Juegos Olímpicos:
- Bronce en Juegos Olímpicos de Pekín 2008
- Bronce en Juegos Olímpicos de Londres 2012

## Boxeo
El boxeo ha florecido recientemente en Afganistán, con Hamid Rahimi teniendo una gran influencia en el país. El primer combate de boxeo en Afganistán se celebró en 2012 con Rahimi peleando y ganando por Nocaut.

## Culturismo
Culturismo se disfruta ampliamente en Afganistán. Un afgano llamado Ahmad Yasi Salik Qaderi ("Mr. Muscles") se convirtió en el ganador absoluto del Campeonato Mundial 2017 de Fisicoculturismo y Fitness, que se celebró en Ulán Bator, Mongolia.

## Otros deportes
Otros deportes en los que Afganistán compite incluyen voleibol, golf, Atletismo, Balonmano,  rugby, levantamiento de pesas, patinaje sobre hielo, bolos, béisbol, snooker y ajedrez. Saleh Mohammad es un jugador de billar profesional afgano, que anteriormente representó a Pakistán en competiciones internacionales, pero ahora representa a Afganistán.
La Federación de Rugby de Afganistán se formó en 2011 y está registrada en el Comité Olímpico Nacional y aprobada por el Gobierno de la República Islámica de Afganistán. El equipo nacional participó en los Juegos Asiáticos de 2018 en Indonesia y participó en las eliminatorias olímpicas en Corea del Sur en 2019.
Afganistán también se convirtió en miembro de la Federación Internacional de Bandy en 2012.

En 2015, Afganistán celebró su primer maratón, entre los que corrieron todo el maratón se encontraba una mujer, Zainab, de 25 años, que se convirtió así en la primera mujer afgana en correr un maratón en su propio país.

## Estadios y gimnasios

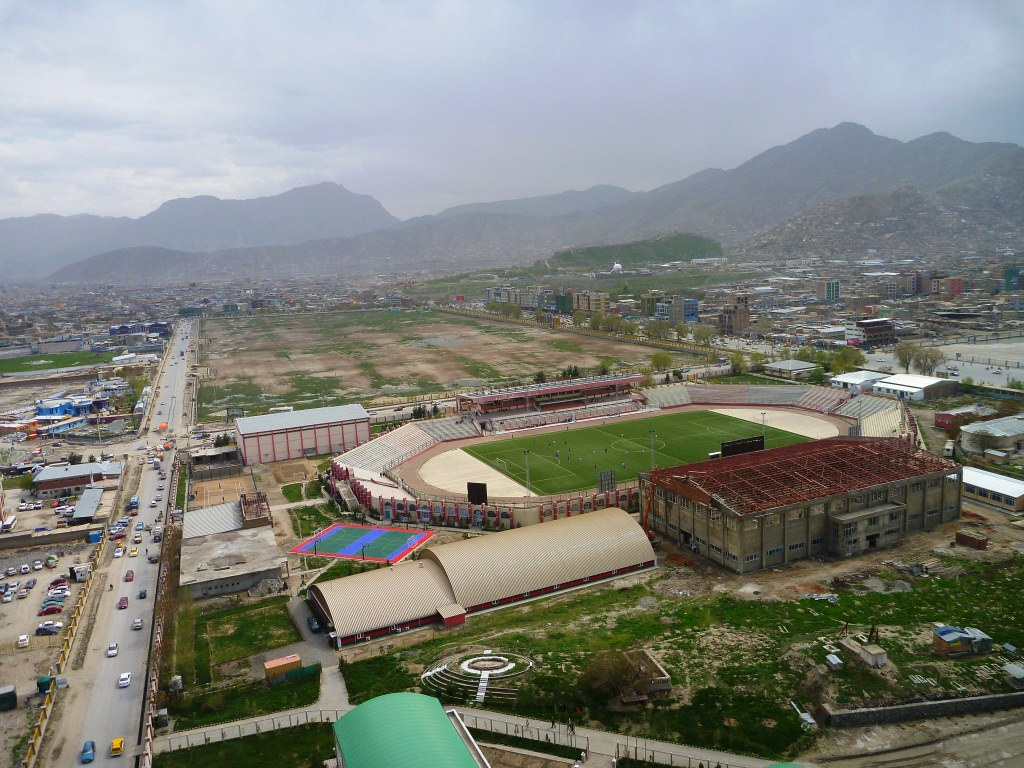
Estadio Nacional de Afganistán en la ciudad de Kabul.

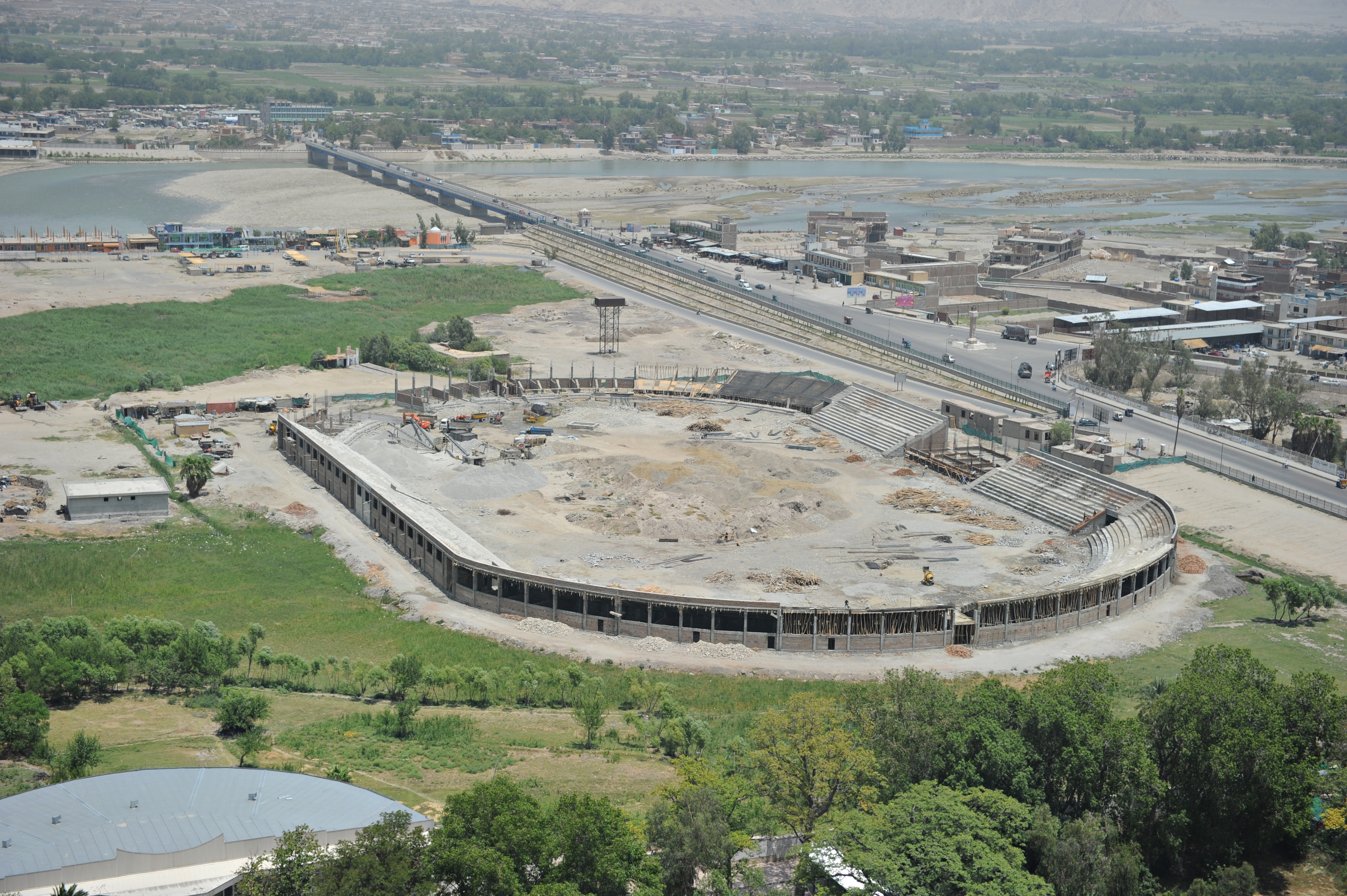
El estadio de cricket Sherzai en Jalalabad durante su construcción en 2011.

Hay estadios de fútbol de pequeño tamaño en la mayoría de las principales ciudades de Afganistán, que se construyeron antes de la década de 1970 y carecen de asientos modernos. Solo mejorarán una vez más si la gente recurre al deporte y la economía del país se recupera, incluida la situación de seguridad y se encuentran los inversores adecuados. El presidente de la Junta de Críquet de Afganistán, Omar Zakhilwal, anunció en octubre de 2010 que el gobierno planeaba construir campos de críquet estándar en todas las  34 provincias en los próximos dos años. También hay otro gimnasio más grande en construcción en Kabul. Actualmente, solo existe el Gimnasio del Comité Olímpico, que es utilizado constantemente por equipos de diferentes deportes.
Los siguientes son algunos de los estadios más importantes de Afganistán:
- Estadio Ghazi  en Kabul
- Estadio de críquet nacional de Kabul in Kabul
- Estadio Internacional de Críquet Ghazi Amanullah en la ciudad de Ghazi Amanullah, a 15 millas al este de Jalalabad Jalalabad
- Estadio de críquet Sherzai en Jalalabad
- Estadio Internacional de Críquet de Kandahar en Kandahar[19]
- Estadio Kandahar